# Passo Fundo
Passo Fundo − miasto w południowej Brazylii, na Wyżynie Brazylijskiej, w stanie Rio Grande do Sul.
Około 185 tys. mieszkańców.
W mieście rozwinął się przemysł maszynowy, odzieżowy oraz spożywczy.
W mieście mają siedzibę kluby piłkarskie SC Gaúcho i EC Passo Fundo.